# 강달수 (1905년)
강달수(姜達秀, 1905년 5월 18일 ~ 1981년 6월 24일)는 대한민국의 정치인이다.

## 생애
경상남도 하동에서 태어나 유암(有庵) 이후림(李厚林)에게 한학을 배웠다. 1948년에 치러진 제헌 국회의원 선거에서 하동군 선거구에 출마해 당선되었다.

## 역대 선거 결과
|  | 35.42% |

|  | 7.87% |

## 참고자료
- 《대한민국 의정총람》, 국회의원총람발간위원회, 1994년
- 강달수 - 대한민국헌정회